# جيانس سبانوداكيس
جيانس سبانوداكيس (باليونانية: Γιάννης Σπανουδάκης)‏ (و. 1930 – 2010 م) هو لاعب كرة سلة، ومدرب كرة سلة يوناني، ولد في خانية، شارك في الألعاب الأولمبية الصيفية 1952، وألعاب البحر الأبيض المتوسط 1955، وألعاب البحر الأبيض المتوسط 1951، وبطولة أمم أوروبا لكرة السلة 1951، بدأ مشواره المهني سنة 1947، توفي في أثينا، عن عمر يناهز 80 عاماً.

## روابط خارجية
- جيانس سبانوداكيس على موقع الاتحاد الدولي لكرة السلة (الإنجليزية)
- جيانس سبانوداكيس على موقع الاتحاد الدولي لكرة السلة (الإنجليزية)
- جيانس سبانوداكيس على موقع سبورتس رفرنس (الإنجليزية)
- جيانس سبانوداكيس على موقع أوليمبيديا (الإنجليزية)